# Nvu
Nvu je odprtokoden računalniški program namenjen izdelavi spletnih strani. Razvili so ga pri Mozilla Foundation kot alternativo plačljivim programom, kot je Adobe Dreamweaver, in je naslednik Composerja, aplikacije iz programske zbirke Mozilla.
Gre za WYSIWYG urejevalnik, ki kreira kodo skladno s standardi organizacije W3C (privzeto HTML 4.01). Z njim je možno urejati tudi CSS in PHP kodo.
Nvu trenutno ni v razvoju. Fundacija Mozilla je leta 2006 oznanila razvoj naslednika, ki bo napisan povsem na novo, do takrat pa odprtokodna skupnost razvija in vzdržuje program KompoZer, ki temelji na izvorni kodi Nvu.